# Ханс Граф
Ханс Граф (нім. Hans Graf; 15 лютого 1949, Мархтренк, Австрія) — австрійський диригент.

## Біографія
Ханс Граф народився в музичній сім'ї. Отримав музичну освіту в консерваторії міста Грац (Австрія), яку закінчив в 1971 році по класах фортепіано і диригування. Він відвідував майстер-класи Франко Феррари (в Сієні) і Серджіу Челібідаке (в Болоньї), був стипендіатом Австрії у Арвіда Янсонса в Ленінградській консерваторії.
1979 року отримав першу премію на конкурсі імені Карла Бема в Зальцбурзі. 1980 року дебютував з Віденським симфонічним оркестром, а 1981 року — в Віденській опері. Його запрошували в оперні театри Мюнхена, Парижа, Цюриха, Риму і Берліна. Під його керівництвом було виконано більше 30 оперних прем'єр. Брав участь в музичних фестивалях Зальцбурга (2013), Флоренції, Екс-он-Прованс, Савонлінна, Санкт-Петербурга, Тенглвуда, Асрена, Вейла й інших.
У 1984 році став головним диригентом Моцартеум оркестру в Зальцбурзі. У 1987 році — вперше виступив з Віденським філармонічним оркестром. З 1989 року почав диригувати в Америці, де виступав з оркестрами Бостона, Нью-Йорка, Клівленда, Філадельфії. З 2001 року стає музичним директором Х'юстонського симфонічного оркестру. Він також був головним диригентом в містах Калгарі (Канада, 1999—2002), Бордо (Франція, 1998—2004) і Сан-Себастьян (Іспанія, 1994—1996).
У 2002 році отримав звання кавалера ордена Почесного легіону за світову пропаганду сучасної французької музики (зокрема, Анрі Дютійо, над записом всіх оркестрових творів якого Граф працював з Національним оркестром Аквітанії).
У 2013—2015 роках він вів катедру диригування в Університеті Моцартеум в Зальцбурзі. У 2015 році отримав премію імені Шиканедера у Відні як кращий оперний диригент Австрії.
Починаючи з 2020 року, Граф займає пост головного диригента симфонічного оркестру Сінгапуру.

## Дискографія
Серед музичних записів Ханса Графа є повне зібрання всіх симфоній Моцарта (в тому числі і 12 фортепіанних концертів Моцарта) Шуберта і перший запис опери Цемлінського «Es war einmal», і повне зібрання симфонічних творів Анрі Дютійо.
У 2010 році він записав DVD-диск The Planets. An HD Odyssey з музикою Г. Голста і невідомими світлинами космосу НАСА. Крім того він записав різні твори Бартока, Гершвіна, Цемлінського, Малера, Гіндеміта і Орфа.
У 2017 році його запис опери Альбана Берга «Воццек» викликала захоплені відгуки в міжнародній пресі і отримала премію Греммі 2018 і премію ECHO Klassik.